# Ryuthela sasakii
Ryuthela sasakii ONO, 1997 è un ragno appartenente alla famiglia Liphistiidae.
Il nome del genere deriva dalle isole Ryukyu, arco insulare fra il Giappone e Taiwan, dove sono diffusi, e dal greco θηλή, thelè, che significa capezzolo, ad indicare la forma che hanno le filiere.
Il nome proprio deriva dal giapponese Takeshi Sasaki, la cui collezione aracnologica è esposta nel Dipartimento di zoologia dell'Università di Okinawa.

## Caratteristiche
Ragno primitivo appartenente al sottordine Mesothelae: non possiede ghiandole velenifere, ma i suoi cheliceri possono infliggere morsi piuttosto dolorosi
Il bodylenght (lunghezza del corpo escluse le zampe) è di 13 millimetri al massimo per le femmine e di 9,5 millimetri nei maschi. Il cefalotorace è più lungo che largo e misura 5,5 millimetri nelle femmine e 5,2 nei maschi. I cheliceri hanno 13-14 denti, per le femmine, al margine anteriore delle zanne e 13 denti per i maschi. L'opistosoma ha forma ovale, più lungo che largo, le filiere mediane posteriori sono ridotte e completamente fuse sulla parte basale.

## Riproduzione
Questa specie ha due spermateche di forma monolobata, vicine l'una all'altra o fuse con una larga apertura, e per queste caratteristiche è stata classificata nel Gruppo A dall'aracnologo Hirotsugu Ono insieme con R. nishihirai, R. ishigakiensis, R. owadai, R. secundaria, e R. tanikawai.

## Colorazione
Il cefalotorace è di colore bruno giallognolo, la testa è più scura, il tubercolo oculare è nero; i cheliceri sono dorsalmente bruno-giallognoli, ventralmente bruno-rossastri. Lo sterno, le zampe e i pedipalpi sono bruno-giallognolo chiaro. L'opistosoma è bruno-giallastro o beige, le scleriti dorsali sono beige con sfumature grigie; le scleriti ventrali sono bruno giallognole chiare e le filiere sono gialle.

## Distribuzione
Rinvenuta nella parte centrale e meridionale dell'isola Kumejima, nel gruppo delle Isole Okinawa.